# Europaparlamentsvalet i Sverige 1995
Europaparlamentsvalet i Sverige 1995 ägde rum söndagen den 17 september 1995. Drygt 6,5 miljoner personer var röstberättigade i valet om de 22 mandat som Sverige hade tilldelats innan valet. I valet tillämpade landet ett valsystem med partilistor och Sainte-Laguës metod (jämkade uddatalsmetoden), med en fyraprocentsspärr för småpartier. Sverige var inte uppdelat i några valkretsar, utan fungerade som en enda valkrets i valet. Valet var det första Europaparlamentsvalet som genomfördes i Sverige, som hade anslutit sig till Europeiska unionen den 1 januari 1995. Eftersom anslutningen skedde mitt i en valperiod, ägde valet endast rum i Sverige som ett extrainsatt sådant. Mellan Sveriges anslutning och valet, hade Sveriges riksdag utsett vilka personer som skulle sitta för Sveriges del i Europaparlamentet. Mandatfördelningen skedde utifrån partiernas resultat i riksdagsvalet 1994. 
Socialdemokraterna förlorade i valet fyra av sina elva mandat och erhöll endast 28 procent av rösterna. Partiet behöll dock sin position som största parti. Miljöpartiet och Vänsterpartiet var de två partier som gynnades mest av valutgången. Båda partierna ökade i antal mandat jämfört med vad riksdagen hade utsett; Miljöpartiet ökade med tre mandat och Vänsterpartiet med två. Kristdemokraterna åkte samtidigt ut ur Europaparlamentet då de hamnade strax under fyraprocentsspärren. I övrigt innebar valet inga förändringar i mandatfördelningen gentemot den fördelning som riksdagen hade bestämt i samband med Sveriges anslutning till EU.
Valdeltagandet var rekordlågt; endast 41,63 procent av de röstberättigade deltog i valet, vilket var en rekordlåg siffra för att vara ett svenskt val på nationell nivå. Valdeltagandet var dock det högsta i ett svenskt Europaparlamentsval, fram till Europaparlamentsvalet 2009.

## Valresultat
|                                                                                                 |         |  |           |        |
|                                                                                                 | Andel   |  | Antal     | Mandat |
| Socialdemokraterna                                                                              | 28,06 % |  | 752 817   | 7      |
| Socialdemokraterna                                                                              |         |  | –4        |        |
| Moderaterna                                                                                     | 23,17 % |  | 621 568   | 5      |
| Moderaterna                                                                                     |         |  | ±0        |        |
| Miljöpartiet                                                                                    | 17,22 % |  | 462 092   | 4      |
| Miljöpartiet                                                                                    |         |  | +3        |        |
| Vänsterpartiet                                                                                  | 12,92 % |  | 346 764   | 3      |
| Vänsterpartiet                                                                                  |         |  | +2        |        |
| Centerpartiet                                                                                   | 7,16 %  |  | 192 077   | 2      |
| Centerpartiet                                                                                   |         |  | ±0        |        |
| Folkpartiet                                                                                     | 4,82 %  |  | 129 376   | 1      |
| Folkpartiet                                                                                     |         |  | ±0        |        |
| Kristdemokraterna                                                                               | 3,92 %  |  | 105 173   | 0      |
| Kristdemokraterna                                                                               |         |  | –1        |        |
| Övriga partier och kandidater                                                                   | 2,73 %  |  | 73 284    | 0      |
| Övriga partier och kandidater                                                                   |         |  | ±0        |        |
| Ogiltiga och blanka röster                                                                      | 1,62 %  |  | 44 166    | 0      |
| Ogiltiga och blanka röster                                                                      |         |  | ±0        |        |
| Valdeltagande                                                                                   | 41,63 % |  | 2 727 317 | 22     |
| Valdeltagande                                                                                   |         |  | ±0        |        |
| Antal röstberättigade 6 551 781 07 PES 05 EPP 00 EDA 03 ELDR 03 GUE/NGL 04 G 00 ERA 00 EN 00 NI |         |  |           |        |